# Macranthera
Macranthera é um género botânico pertencente à família Orobanchaceae.

## Espécies
- Macranthera flammea
- Macranthera fuchsioides
- Macranthera lecontii